# 1988年夏季残疾人奥林匹克运动会伊朗代表团
1988年夏季残疾人奥林匹克运动会伊朗代表团是伊朗派出的1988年夏季残疾人奥林匹克运动会代表团。获得4枚金牌、1枚银牌和3枚铜牌。